# Weißkopftaube
Die Weißkopftaube (Patagioenas leucocephala, Syn.:  Columba leucocephala), auch Weißscheiteltaube, Weißkappentaube oder Diademtaube genannt, ist eine Art der Taubenvögel. Sie kommt in Nord- und Mittelamerika sowie der Karibik vor. Die IUCN stuft die Art als in geringem Maße gefährdet (near threatened) ein, weil sie ein Flachlandbewohner ist und damit einen Lebensraum benötigt, der in besonderem Maße durch Habitatveränderungen betroffen ist. Sie wird in Teilen ihres Verbreitungsgebietes außerdem bejagt.

## Erscheinungsbild
Die Weißkopftaube erreicht eine Körperlänge von 33 Zentimetern. Ihre Körpergröße entspricht damit der einer kleinen Stadttaube. Der Körperbau der Weißkopftaube ist jedoch etwas schlanker. Auffallend ist vor allem der flache Vorderkopf. 
Das Körpergefieder der Weißkopftaube ist insgesamt dunkel schiefergrau. Der Oberkopf ist weiß. An den Seiten des Halses finden sich glänzend grüne Flecken. Die Federn sind hier schwarz gesäumt. Ein weiterer, schwarzer Fleck findet sich im Nacken. Der Schnabel ist an der Basis grau-rötlich und hellt zur Spitze hornfarben auf. Die Augenringe sind hell, die Iris ist gelblich. Ein Geschlechtsdimorphismus ist vorhanden. Bei den Weibchen ist die namensgebende weiße Kopfkappe bräunlich schimmernd und nicht reinweiß wie beim Männchen. Das Gefieder ist außerdem etwas bräunlicher.

## Verbreitung und Lebensweise
Das Verbreitungsgebiet der Weißkopftaube reicht von der Südspitze Floridas über die Bahamas, die Großen und Kleinen Antillen bis in den Nordwesten Panamas. Sie ist eine ausgesprochene Flachlandbewohnerin. Ihr bevorzugter Lebensraum in den Küstengebieten sind Mangrovenhaine. Während der Fortpflanzungszeit nutzt die Weißkopftaube nur isoliert an der Küste liegende Mangrovengebiete, in denen die Nester vor Waschbären besser geschützt sind und die nur wenig von Menschen frequentiert werden. Die Nahrung suchen sie dagegen auch während der Brutzeit in feuchten Hartholzwäldern, die entweder direkt an die Mangroven angrenzen oder auf dem Festland liegen. Sie ist damit eine Lebensraumspezialistin. 
Die Weißkopftaube ist ein Zugvogel. Die in Florida verbreiteten Populationen überwintern auf den Bahamas oder auf Kuba. Die an den Küsten Mittelamerikas lebenden Tauben ziehen nach Panama.

## Haltung in menschlicher Obhut
Die Weißkopftaube wurde 1836 erstmals im Zoo von Amsterdam gezeigt. Die Erstzucht gelang 1865 dem Zoo in London. Sie gilt als schwierig zu haltende Art, da die Männchen sehr aggressiv sind und gelegentlich auch ihre Brutpartnerin töten. Möglicherweise ist dies darauf zurückzuführen, dass Weißkopftauben in größeren Schwärmen gehalten werden müssen, damit sich die innerartliche Aggression nicht auf wenige Vögel konzentriert. Der Zoo von Havanna pflegt eine Gruppe von fast 50 Weißkopftauben in einer sehr großen Voliere und züchtet dort diese Tauben auch erfolgreich nach.